# Paul Lacavé
Paul Lacavé, né le 13 décembre 1913 à Capesterre-Belle-Eau et mort le 3 décembre 1976 à Pointe-à-Pitre, est un homme politique français originaire de la Guadeloupe.
Il est maire de la commune de Capesterre-Belle-Eau de 1945 à sa mort en 1976, et député de 1967 à 1973 sous l'étiquette du Parti communiste guadeloupéen.

## Biographie
D'une famille originaire de Saint-Louis de Marie-Galante par son père et sa mère, Paul Lacavé naît le 13 décembre 1913 à Capesterre-Belle-Eau, alors Capesterre de Guadeloupe, où il ira à l'école primaire. En 1933, il obtient son baccalauréat à l'issue de ses études au lycée Carnot de Pointe-à-Pitre. Abandonnant son intention de devenir prêtre, il effectue des études de pharmacie à Bordeaux et installe sa pharmacie à son retour à Capesterre en 1939.
En 1945, Paul Lacavé est élu maire de Capesterre. Apparenté au Parti communiste français, il devient autonomiste, souhaitant pour la Guadeloupe, devenue département français en 1946, « une autonomie dans une union avec la France ».
Après deux tentatives infructueuses en 1958 et 1962, où il est battu par Pierre Monnerville, Paul Lacavé se présente à la députation en 1967, et est élu au second tour. Après les événements de mai, il doit se représenter en 1968. Il est réélu, avec un écart de voix inférieur à 2 000 avec le second, Frédéric Jalton. En 1973, il est battu par Jalton.
À l'Assemblée nationale, s'il intervient dans toutes les discussions sur les grandes lois, il s'est surtout intéressé à la possibilité pour les communes guadeloupéennes de gérer les cinquante pas géométriques, alors sous l'autorité de l'État, et à la défense de l'égalité de traitement entre Guadeloupéens et métropolitains. Il s'illustre également contre le racisme et, favorable au « droit à l'indépendance des peuples coloniaux », affirme « la dignité des habitants d’Outre-Mer et la vocation de la France à être une communauté « multiraciale » ».
Paul Lacavé meurt le 3 décembre 1976.

## Postérité
En 2006 est créée l'APAL, Association pour la Promotion de l'Action de Paul Lacavé, destinée à faire vivre la mémoire de son œuvre.
Un lycée professionnel se situant sur le territoire communal porte son nom.
Un stade de football se situant dans la commune de Deshaies porte également son nom.
Paul Lacavé est aussi le nom que portent une avenue de la ville de Basse-Terre et une rue de la ville de Pointe-à-Pitre.